# Jorge Tálice
Jorge Rodolfo Tálice Lacombe (Montevideo, Uruguay, 29 de mayo de 1932) es un jurista, diplomático y político uruguayo, quien entre otros cargos se desempeñó como subsecretario del Ministerio de Relaciones Exteriores (vicecanciller) en 1989-1990. 

## Primeros años
Nació en Montevideo el 29 de mayo de 1932.
Cursó estudios en la Facultad de Derecho de la Universidad de la República, donde obtuvo el título de abogado en 1964.

## Cargos públicos

### Defensor de oficio
Se desempeñó como defensor de oficio durante varios años.

### Cargos diplomáticos
En 1985 fue designado ministro integrante de la Embajada uruguaya en Buenos Aires. 
En el mismo período integró la delegación de Uruguay en la Comisión Administradora del Río de la Plata (CARP) ocupando la vicepresidencia de dicha comisión en 1985 y la presidencia de la misma en 1986.
Asimismo, integró el grupo de trabajo sobre la implementación del control único de fronteras con Argentinay fue Representante Permanente del Comité Intergubernamental Coordinador de los Países de la Cuenca del Plata.
En 1986 fue nombrado embajador de Uruguay en Perú.

### Subsecretario de Relaciones Exteriores
El 9 de agosto de 1989 el presidente Julio María Sanguinetti y su ministro de Relaciones Exteriores Luis Barrios Tassano lo designaron subsecretario -viceministro- de dicha cartera, sucediendo a Ope Pasquet.
Ocupó el cargo durante casi siete meses, hasta la finalización del período presidencial de Sanguinetti.
Con la asunción del nuevo presidente Luis Alberto Lacalle, fue sucedido como subsecretario de Relaciones Exteriores por Eduardo Mezzera.

### Nuevos puestos diplomáticos
Posteriormente fue director general para Asuntos Jurídicos y Consultoría Jurídica del Ministerio de Relaciones Exteriores.
En 1993 fue designado embajador de Uruguay en Suiza.
Luego fue representante permanente de Uruguay en la Asociación Latinoamericana de Integración (ALADI),embajador ante la Unión Europeay en Francia.

## Actividad académica y jurídica
Fue profesor titular de Derecho Internacional Privado en la Facultad de Derecho de la Universidad de la República, y miembro fundador de la Asociación Uruguaya de Derecho Internacional.
Es autor de diversas publicaciones sobre temas de su especialidad.
En 1972 integró una comisión para la ratificación de convenios internacionales en temas de Derecho Privado.
Fue corredactor de un proyecto de ley sobre arbitraje comercial internacional.
Fue miembro del Grupo Latinoamericano de Arbitraje de la CCI en París y de la lista de árbitros del Centro de Conciliación y Arbitraje de la Cámara de Comercio de Uruguay.
En 1995 fue nombrado para integrar una de las listas de árbitros previstas en el ámbito del Mercosur por el Protocolo de Brasiliay en 2004 fue incluido en una de las previstas en el Protocolo de Olivos.
En 1998 integró un grupo de trabajo para analizar la ratificación del Estatuto de Roma.

## Vida personal
Es hijo del célebre médico y escritor Rodolfo Tálice y de la francesa Madeleine Lacombe.
Contrajo matrimonio en 1961 con Ethel Vaz Martins,con quien tuvo tres hijos, Matilde, Marcelo Enrique y Mariana Tálice Vaz Martins.